# Синій обеліск
«Синій обеліск» (англ. Blue Obelisk) — неформальна група хіміків, які пропагують принципи відкритих стандартів, відкритого коду і відкритого програмного забезпечення. Створена 2005 року за ініціативи британського хіміка Пітера Мюррей-Раста і його однодумців.
Низка програмних продуктів з хемоінформатики, розроблених на базі відкритого програмного забезпечення асоціює себе з «Синім обеліском», зокрема: Avogadro, Bioclipse, Chemistry Development Kit, JChemPaint, JOELib, Kalzium, Open Babel, OpenSMILES і UsefulChem.
Проект «Синій обеліск» заснував власну нагороду за особисті заслуги в розвитку відкритих даних, політики відкритого коду і відкритих стандартів. Серед нагороджених — Крістоф Стейнбек (2006), Джефф Хатчінсон (2006), Боб Хансон (2006), Егон Віллігаген (2007), Жан-Клод Бредлі (2007), Оле Спьют (2007), Ноель O'Бойл (2010), Раджарші Гуха (2010), Кемерон Нейлон (2010), Алекс Вейд (2010), Ніна Желязкова (2010), Генрі Рзепа (2011), Ден Захаревіц (2011) і Маркус Хенвелл (2011).